# Linia kolejowa Český Těšín – Polanka n. Odrou
Linia kolejowa nr 301D – linia kolejowa w Czechach, biegnąca przez kraj morawsko-śląski, od Czeskiego Cieszyna do Polanki n. Odrou